# Victor S. Miller
Victor Saul Miller (* 3. März 1947 in Brooklyn) ist ein US-amerikanischer Mathematiker und Informatiker.
Miller studierte Mathematik an der Columbia University (Bachelor-Abschluss 1968) und wurde 1975 an der Harvard University bei Barry Mazur über die Zahlentheorie elliptischer Kurven promoviert (Diophantine and p-Adic Analysis of Elliptic Curves and Modular Forms). 1973 bis 1978 war er Assistant Professor an der University of Massachusetts in Boston und ab 1978 in der Abteilung Informatik (seit 1984 in der Abteilung Mathematik) des Thomas J. Watson Research Center von IBM. Ab 1993 war er Wissenschaftler am Center for Communications Research (CCR) des Institute for Defense Analyses in Princeton.
Miller befasst sich mit Algorithmischer Zahlentheorie, Kombinatorik, Datenkompression und Kryptographie. Er ist Miterfinder (neben Neal Koblitz) der Elliptic Curve Cryptography und erfand mit Mark N. Wegman etwa gleichzeitig mit Terry Welch den LZW-Algorithmus zur Datenkompression. 1983 meldeten sie auf den LZW-Algorithmus ein Patent für IBM an (wie gleichzeitig auch Terry Welch für Sperry Corporation, der seinen Algorithmus 1984 veröffentlichte). Sie führten auch weitere Varianten ein (so 1985 den LZMW-Algorithmus). Der LZW-Algorithmus und seine Varianten werden in zahlreichen Anwendungen verwendet. 1986 beschrieb er einen kryptographischen Algorithmus, der auf der Weil-Paarung auf einer algebraischen Kurve basiert. Miller befasste sich auch später mit Kryptographie basierend auf algebraischen Kurven.
Miller ist Fellow des IEEE und erhielt auf der RSA-Konferenz 2009 den Excellence in the Field of Mathematics Preis. Für 2020 erhielt er den Technologie-Preis der Eduard-Rhein-Stiftung.